# كهف الدببة
كهف الدببة (باللُّغة الرّومانيّة: Peștera Urșilor) هو كهف يقع في جبال أبوسيني الغربية، على مشارف مقاطعة بيهور، شمال غرب رومانيا. اُكتشف في عام 1975م من قِبَل  مجموعة هواة من علماء الأحياء. وسُمي بهذا الأسم نظرا للعثور على 140 هيكلًا لدب الكهوف فيه (بالإنجليزية: Cave bear)‏ وهو من الدببة التي عاشت في أوروبا في العصر البلستوسيني وانقرض في نهاية آخر العصور الجليدية منذ حوالي 20,000 سنة.

## معرض الصور

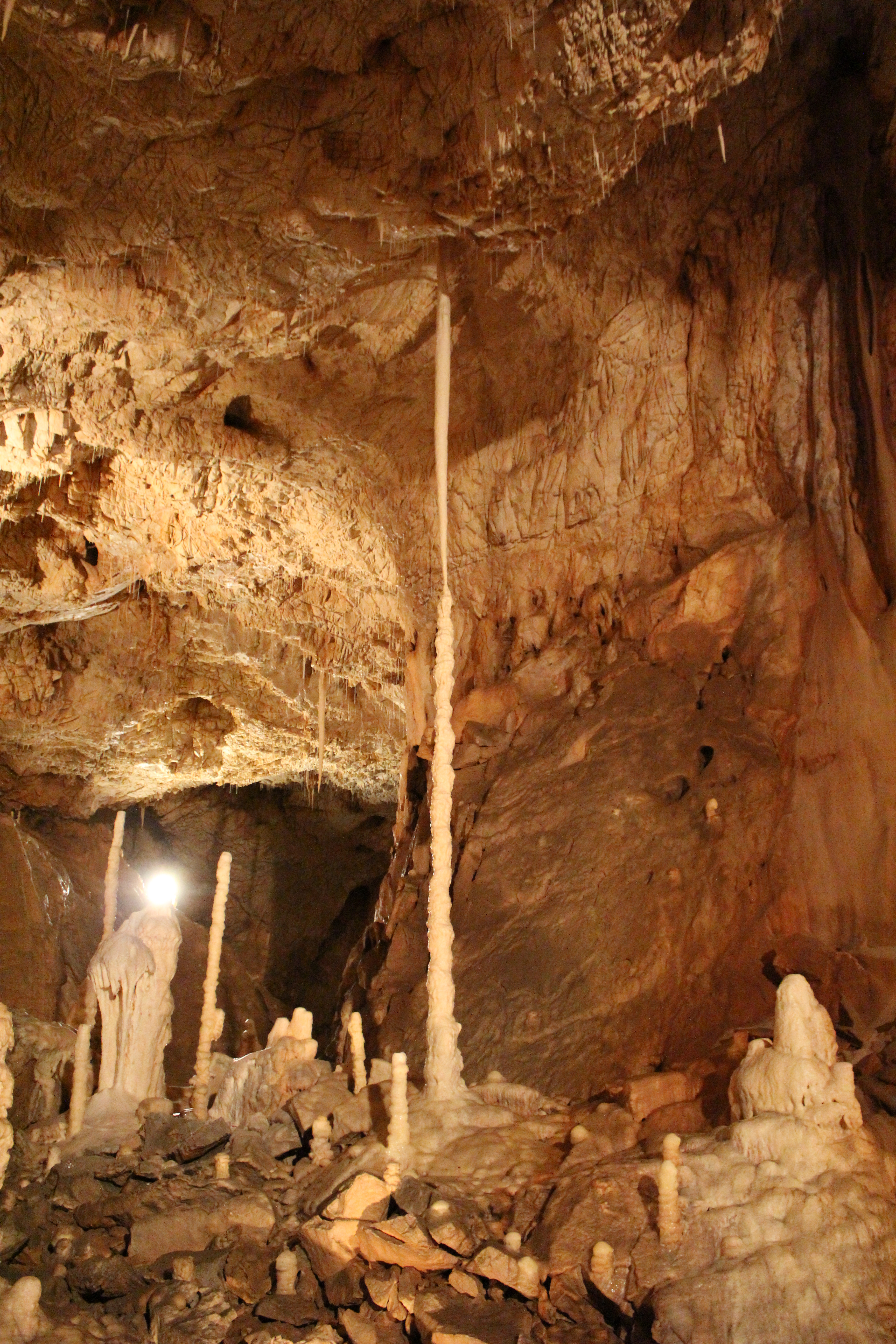
Pillar of dripstone
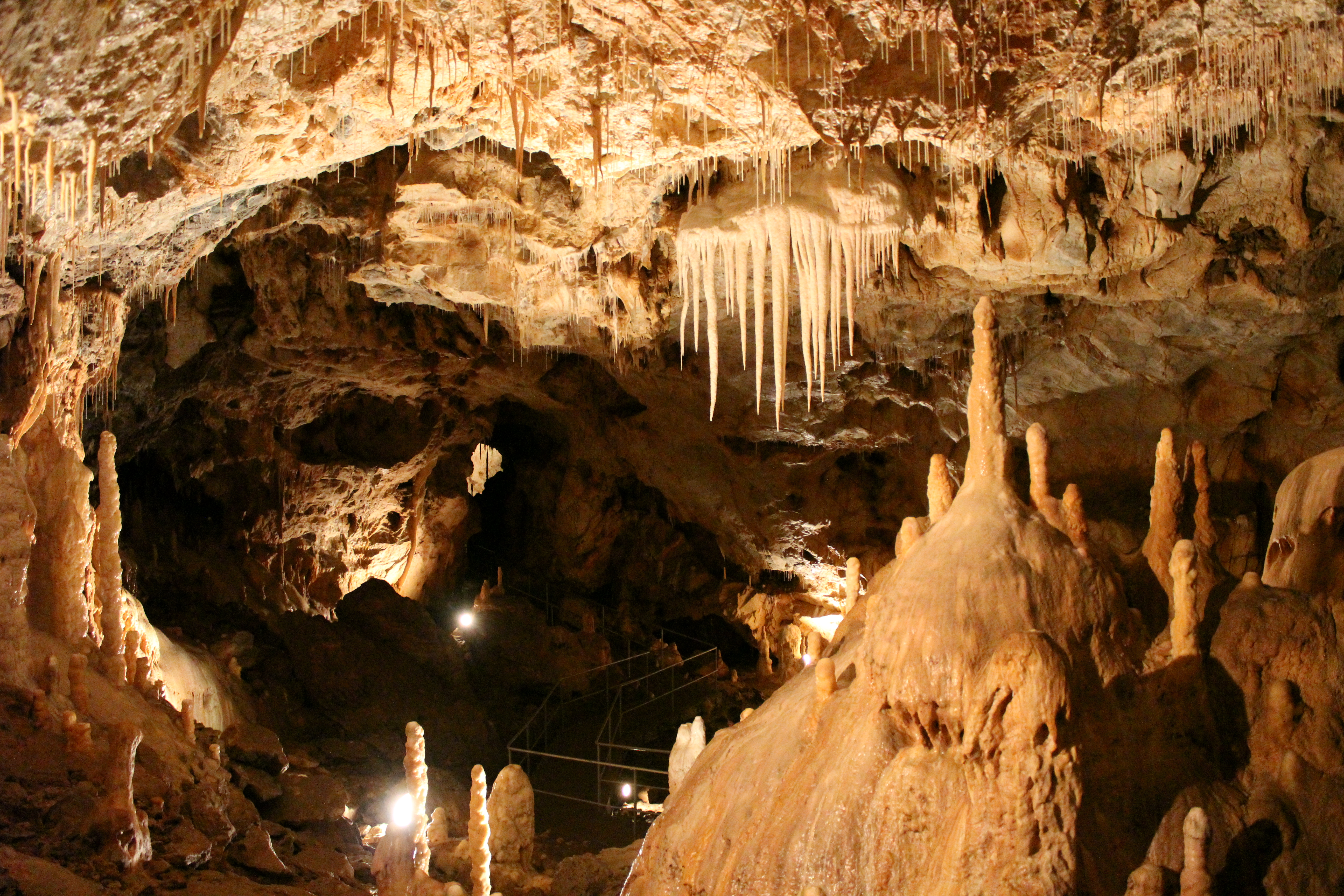
Interior of the cave
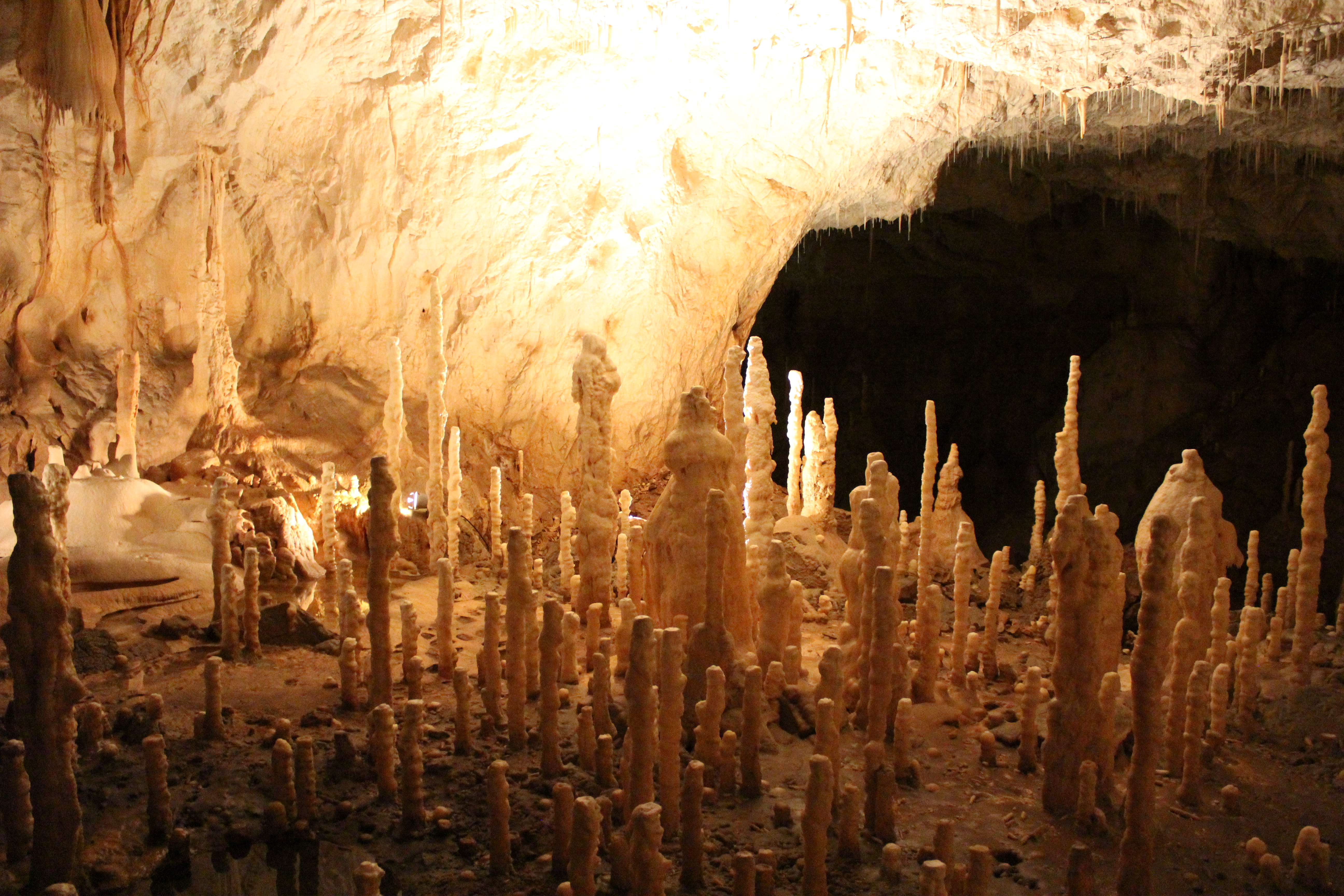
Stalactites and stalagmites
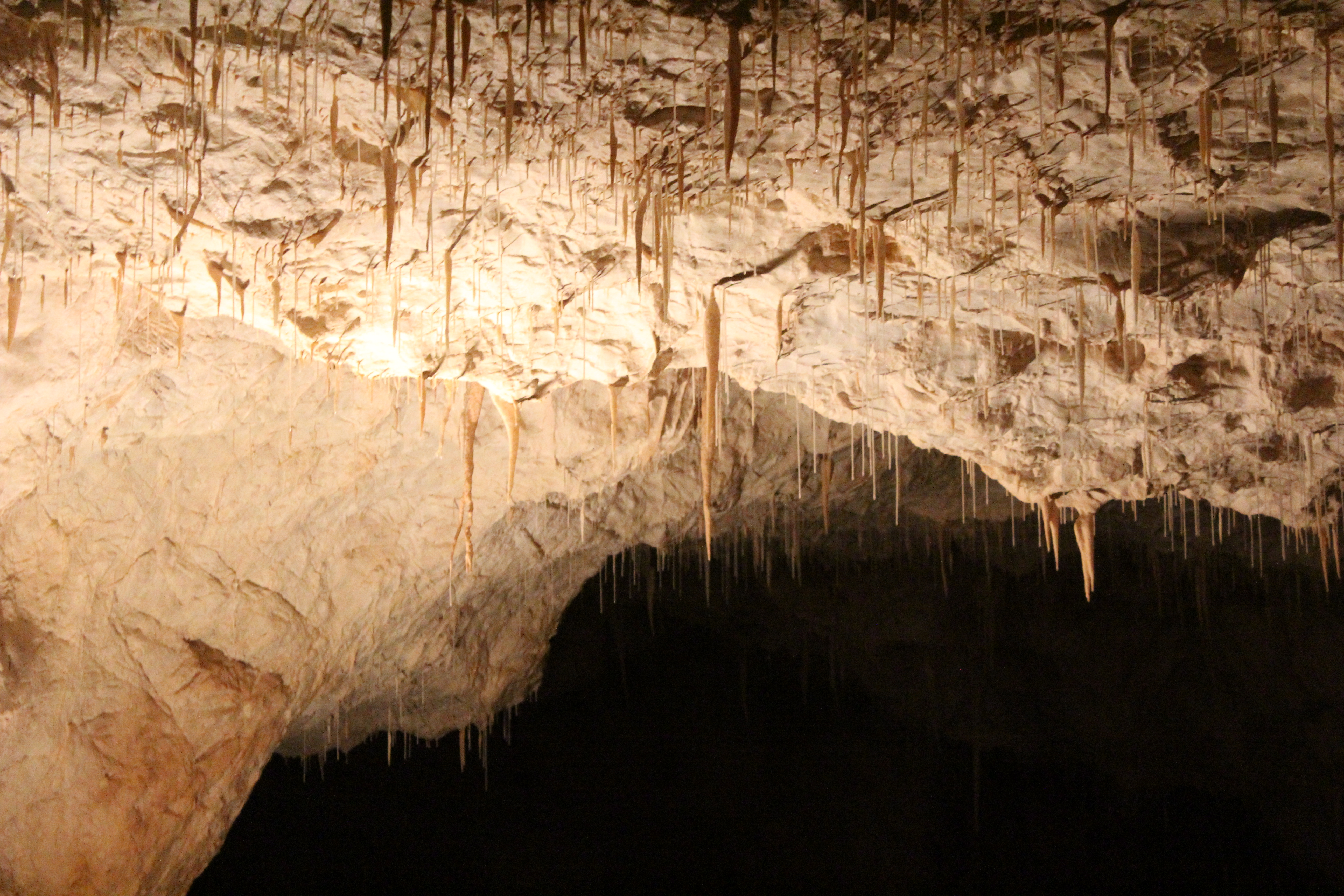
Stalactites